# Cerivastatine
Cerivastatine behoort tot de groep geneesmiddelen die cholesterolsyntheseremmers of statines worden genoemd. Het remt de aanmaak van cholesterol in de lever en verlaagt het cholesterol- en vetgehalte in het bloed.
Er werden in 2001 een aantal ernstige en dodelijke gevallen van rabdomyolyse gemeld bij patiënten die behandeld werden met een combinatie van Cerivastatine en Gemfibrozil. Rabdomyolyse manifesteert zich door een versnelde aantasting van de spieren met een belangrijke stijging van creatinekinase (CPK), een myoglobinemie en een myoglobinurie die uiteindelijk kan leiden tot een nierinsufficiëntie. Deze aandoening kan tot de dood leiden.
Omwille hiervan hebben de farmaceutische bedrijven Bayer en Fournier Pharma, die deze stof op de markt brachten, besloten om de productie van dit geneesmiddel stop te zetten en het middel dus uit de handel te halen. Volgens Bayer zijn ongeveer 100 gebruikers overleden aan de gevolgen van deze bijwerking.

## Indicaties
Artsen schreven het voor bij een te hoog cholesterol gehalte of een combinatie van een te hoog cholesterol- en een te hoog vetgehalte in het bloed.

## Nevenwerkingen
- Rabdomyolyse (zie hierboven)

## Wisselwerkingen
- Gemfibrozil (Lopid) = ander cholesterol- en vetverlagend middel